# Relics
Relics는 핑크 플로이드가 1971년 발매한 컴필레이션 앨범이다. 영국에서는 5월 14일, 미국에서는 7월 15일 발매하였다. 리마스터링된 CD는 1995년 발매하였는데, 닉 메이슨이 첫 발매 때 그린 스케치의 3차원 판으로 커버가 변경되어 발매되었다.